# IC 2471
IC 2471 ist eine linsenförmige Galaxie vom Hubble-Typ S0 im Sternbild Wasserschlange. Sie ist etwa 265 Millionen Lichtjahre von der Milchstraße entfernt.
Das Objekt wurde am 5. März 1899 von Guillaume Bigourdan entdeckt.